# Hàm logistic

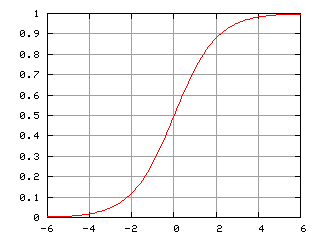
Đường cong lôgit, cụ thể ở đây là hàm sigmoid

Một hàm lôgit (logistic function) hay đường cong lôgit (logistic curve) mô hình một dạng đường cong-S của sự tăng trưởng của một tập P nào đó. Sự tăng trưởng được mô hình như sau: giai đoạn tăng trưởng ban đầu được xấp xỉ hàm mũ; và khi quá trình bão hòa bắt đầu, sự phát triển sẽ chậm lại, và tới giai đoạn trưởng thành thì dừng hẳn.
Ở phần dưới, sự tăng trưởng có thể được mô hình là một tỉ lệ +rKP (tính theo dạng tỉ lệ phần trăm của P). Và, khi dân số tăng trưởng dần, một số thành viên của P (được mô hình hóa là −rP2) có xung đột với nhau vì cạnh tranh một nguồn tài nguyên hạn chế nào đó (còn được gọi là cổ chai, và được mô hình là K). Sự cạnh tranh này làm giảm tỉ lệ tăng trưởng về dân số, và nó sẽ giảm dần cho tới khi tập P không còn tăng trưởng nữa (cái này gọi là sự trưởng thành).
Một hàm lôgit được định nghĩa bằng công thức toán học:
{\displaystyle P(t;a,m,n,\tau )=a{\frac {1+me^{-t/\tau }}{1+ne^{-t/\tau }}}\!}
với các tham số thực a, m, n, và {\displaystyle \tau }. Hàm có dạng này được ứng dụng rộng rãi trong sinh học và kinh tế.

## Phương trình Verhulst
Một ứng dụng lớn của hàm lôgit là mô hình hóa cho sự tăng trưởng dân số, với giả thuyết rằng:
- tỉ lệ sinh sản là tỉ lệ theo dân số hiện tại, còn lại là như nhau
- tỉ lệ sinh sản là tỉ lệ theo lượng tài nguyên hiện hữu, còn lại là như nhau. Giả thuyết thứ hai này mô hình cho sự canh trạnh để sở hữu nguồn tài nguyên hạn chế, điều mà có xu hướng làm suy giảm sự tăng trưởng dân số.

Quy định P là kích thước dân số (trong sinh thái học thì người ta dùng N) và t đại diện cho thời gian, mô hình này được công thức hóa bằng phương trình sai phân:
{\displaystyle {\frac {dP}{dt}}=rP\left(1-{\frac {P}{K}}\right)}
với hằng số {\displaystyle r} chính là tỉ lệ tăng trưởng và {\displaystyle K} là carrying capacity. Trong sinh thái học, các chủng loài thường được xem là r-strategist hay K-strategist tùy thuộc vào các quá trình chọn lọc mà hình thành nên các chiến lược về life history của chúng. Nghiệm của phương trình (với {\displaystyle P_{0}} là dân số ban đầu) là
{\displaystyle P(t)={\frac {KP_{0}e^{rt}}{K+P_{0}\left(e^{rt}-1\right)}}}
với
{\displaystyle \lim _{t\to \infty }P(t)=K.\,}

## Hàm sigmoid
Trường hợp đặc biệt của hàm lôgit với a = 1, m = 0, n = 1, τ = 1, hay
{\displaystyle P(t)={\frac {1}{1+e^{-t}}}\!}
được gọi là hàm sigmoid hay đường cong sigmoid.  Tên gọi của nó xuất phát từ hình dàng của nó (theo hình vẽ). Hàm này còn gọi là hàm lôgit chuẩn và ta thường gặp phải trong các lĩnh vực kĩ thuật, đặc biệt trong mạng nơron nhân tạo (artificial neural network) với vai trò là một hàm truyền, xác suất, thống kê, toán sinh học, tâm lý học toán (mathematical psychology) và kinh tế học.

### Các tính chất của hàm sigmoid
Hàm sigmoid (chuẩn) là nghiệm của phương trình sai phân phi tuyến bậc 1
{\displaystyle {\frac {dP}{dt}}=P(1-P),\quad {\mbox{(2)}}\!}
với điều kiện biên P(0) = 1/2.  Phương trình (2) là phiên bản liên tục của bản đồ lôgit.
Đường cong sigmoid cho thấy sự tăng trưởng theo hàm mũ ban đầu với t âm, và giảm lại với tốc độ tuyến tính với độ dốc 1/4 gần t = 0, và tiến tới y = 1 với khoảng cách suy giảm cũng theo hàm mũ.
Hàm lôgit là nghịch đảo của hàm lôgit tự nhiên và cũng được dùng để chuyển đổi lôgarit của các số lẻ thành giá trị xác suất; việc chuyển đổi từ hệ số log-likelihood của hai giá trị luân phiên cũng có dạng đường cong sigmoid.

## Lịch sử
Hàm Verhulst, (1), lần đầu tiên được công bố bởi Pierre F. Verhulst vào năm 1838 sau khi ông đọc bài báo của Thomas Malthus' An Essay on the Principle of Population.
Verhulst đã dẫn xuất ra équation logistique (hàm lôgit) để mô tả sự tăng trưởng tự giới hạn của một dân số trong sinh học. Phương trình này đôi khi còn gọi là Phương trình Verhulst-Pearl sau khi nó được phát hiện lại vào năm 1920. Alfred J. Lotka đã dẫn xuất ra phương trình lần nữa vào năm 1925, và gọi nó là luật của sự tăng trưởng dân số.